# Clément Huart
Œuvres principales
- Grammaire élémentaire de la langue persane (1899)
- Histoire de Bagdad dans les temps modernes (1901)
- L’Iran antique. Elam et Perse, et la civilisation iranienne (1943)

Clément Huart, né Marie-Clément Imbault-Huart à Paris le 16 février 1854, où il est mort le 30 décembre 1926, est un orientaliste, éditeur et traducteur de textes persans, turcs et arabes.

## Biographie
Fils d'avocat, Clément Huart commence à étudier l'arabe à quatorze ans avec Armand Caussin de Perceval. Diplômé d'arabe, de persan, de turc et de grec moderne à l'École des langues orientales, il poursuit ses études à l'École pratique des hautes études, où il écrit sa thèse, qui est une traduction du Traité des termes relatifs à la description de la beauté de Chéref-Eddîn Râmi (Bibliothèque de l’EPHE, fasc. 25, 1875).
Entré au ministère des Affaires étrangères, il est envoyé comme élève-drogman au consulat de France à Damas (1875-78) et est par la suite consul à Constantinople (1878-98). Après la mort de Charles Schefer (1898), il occupe la chaire de persan à l’École des langues orientales, où Henri Massé lui succède (1886-1969). En 1908, il est nommé directeur d’études pour l'Islam et les religions de l'Arabie à l'EPHE.
En janvier 1919, il est élu à l'Académie des inscriptions et belles-lettres, dont il devient président en 1927. Il est également membre de la Société asiatique (1898, vice-président 1916-1926) et de l'Académie des sciences coloniales, président de la Société de linguistique (1903-1904, 1918) et de la Société d’ethnographie.

## Travaux
Favorisé par une bonne connaissance des langues européennes, les travaux de Clément Huart dans le champ des études arabes, persanes et turques ont été particulièrement appréciés en leur temps. D'après ses contemporains, ses préférences personnelles allaient à l'arabe, et il connaissait mieux le turc que le persan, qu'il prononçait avec un accent turc.
E. G. Browne (en) le cite fréquemment pour ses contributions à l'étude de la dialectologie persane, à la linguistique et à l'histoire littéraire, et relève notamment le refus d'Huart d’appliquer le terme “dari” aux dialectes persans, qu'il inclut plutôt sous l’appellation générale de « pehlevi musulman » ou de « médique moderne ».
Ses œuvres, peu ou pas rééditées, gardent aujourd'hui de leur intérêt, bien qu'elles soient en partie dépassées. Plusieurs de ses contributions à la première édition de l'Encyclopédie de l'Islam furent reprises dans la seconde édition, parfois révisées, et avec une bibliographie complémentaire.

## Œuvres
- « Mémoire sur la fin de la dynastie des Ilékhaniens », Journal asiatique, 7e sér., 8, 1876, p. 316–66
- « La poésie religieuse des Nosaïris », Journal asiatique, 7e sér., 14, 1879, p. 190–261
- « Les quatrains de Baba Tahir ‘Uryan en pehlevi musulman », Journal asiatique, 8e sér., 6, 1885, p. 502–45
- « Nouveaux quatrains de Baba Tahir ‘Uryan », in Spiegel Memorial Volume, ed. J. J. Modi, Bombay, 1908, p. 290–302
- La religion de Bab, Paris, 1889
- « Le dialecte persan de Siwênd », Journal asiatique, 9e sér., 1, 1893, p. 241–65
- Grammaire élémentaire de la langue persane, Paris, Librairie Ernest Leroux, 1899
- « Inscriptions arabes et persanes des mosquées chinoises de K’ai-fong-fou et de Si-ngan-fou » T’oung Pao, 2e sér., 6, 1905, p. 261–320
- Les calligraphes et les miniaturistes de l’Orient musulman, Paris, 1908 (lire en ligne)
- « Selmân du Fârs », Mélanges Hartwig Derenbourg, Paris, 1909, p. 297–310
- « Les légendes épiques de la région de Ghazna (Afghanistan) », CRAIBL, 1916, p. 579–87
- « Les Ziyârides », Mémoires de l’Académie des inscriptions et belles lettres XLII, 1922
- La Perse antique et la civilisation iranienne, Paris, 1925
- L’Iran antique. Elam et Perse, et la civilisation iranienne, en collaboration avec Louis Delaporte, Paris, Albin Michel, 1943
- « Les derviches d’Asie mineure », CRAIBL, 1918, p. 177–183
- « De la valeur historique des mémoires des derviches tourneurs », Journal asiatique, sér. 11, 19, 1922, p. 308–17
- Histoire de Bagdad dans les temps modernes, Paris, Ernest Leroux, 1901
- Littérature arabe, Paris, 1902
- Histoire des Arabes, 2 vols., Paris, 1912-13